# Музей визвольної боротьби України (Прага)
Музе́й ви́звольної боротьби́ Украї́ни — український музей дипломатичних документів часів УНР й Української Держави (1917—1921). Існував від травня 1925 до 1948 року в Празі.

## Історія

### Заснування
Музей було створено в травні 1925 року зусиллями відомих українських дипломатів: Дмитра Антоновича (колишнього голови місії УНР у Римі), Дмитра Дорошенка (міністра закордонних справ Української Держави), Степана Смаль-Стоцького (посла ЗУНР у Чехословаччині) й Андрія Яковліва (директора департаменту чужоземних зносин МЗС і голови дипломатичної місії УНР у Бельгії та Нідерландах).

### Передача фондів музею та його ліквідація
Після Другої світової війни музей було закрито комуністичною владою Чехословаччини. Фонди музею були вивезені до СРСР, де вони були використані для боротьби з українською еміграцією та опозицією радянській владі в Україні.

## Короткий опис

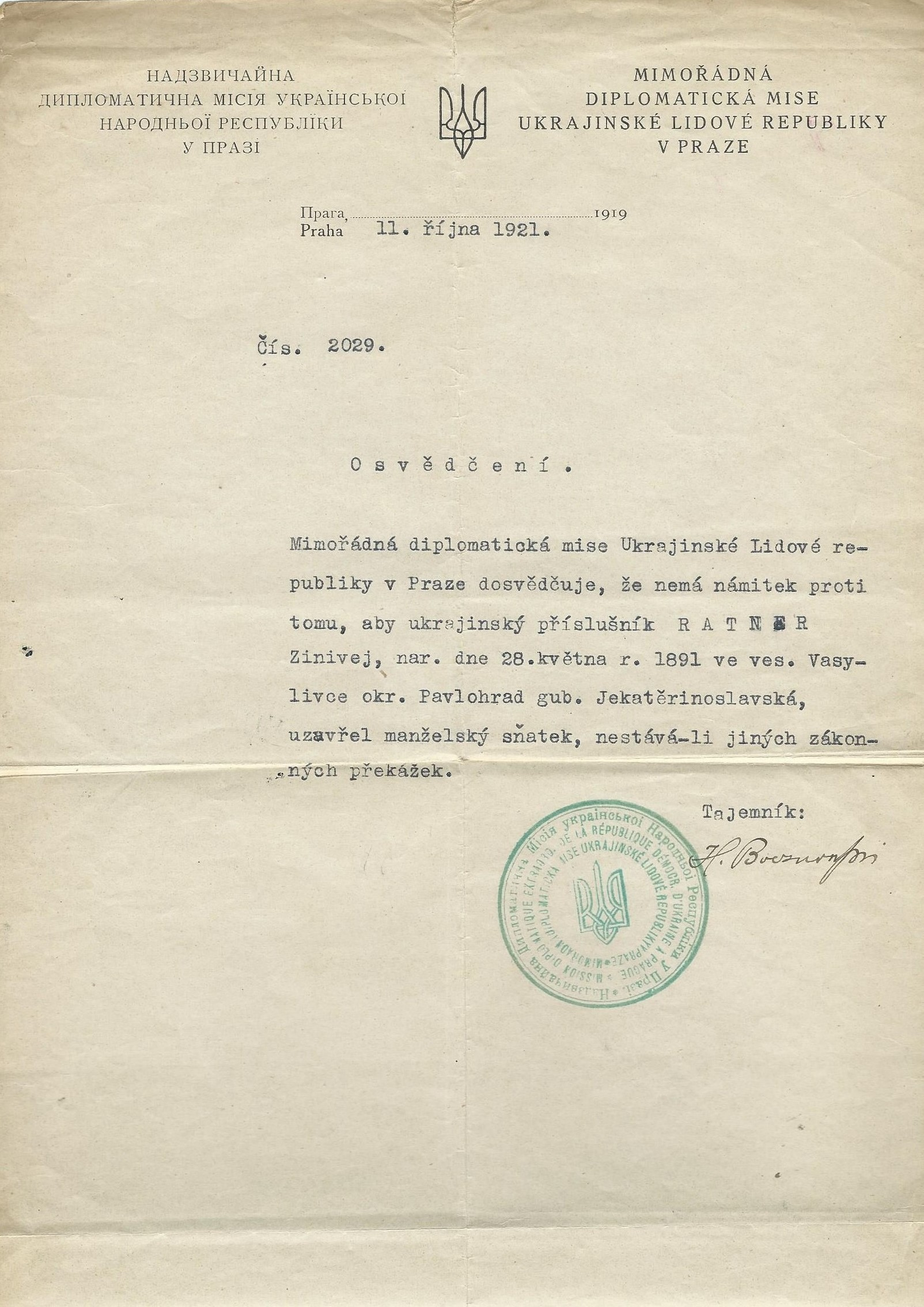
Посвідчення від 11 жовтня 1921 року видане українському громадянину Дипломатичною місією УНР у Празі.

Музей проводив цілеспрямовану роботу з метою накопичення та збереження документів та експонатів з історії часів Української революції. До початку Другої світової війни у його фондах налічувалося більше мільйона одиниць зберігання у власному будинкові музею.
Музей мав власне архівосховище.
Фонди музею поділялися на 4 відділи.
Документи Міністерства закордонних справ українських урядів та їхніх дипломатичних місій складали перший відділ фондів.
Внаслідок першого бомбардування Праги ВПС США 14 лютого 1945 року зібрання документів музею були частково знищені.
На сьогодні частина матеріалів музею, що стосуються балтійської та чорноморської регіональної зовнішньої політики УНР та Української Держави знаходиться у Державному центральному архіві (Прага). Інша частина матеріалів потрапила до Російської Федерації, Канади і США. До Російської Федерації потрапило до 100 справ із понад 10 фондів «Празького українського архіву» (фонди «Міністерство закордонних справ УНР» Р-6087, «Секретаріат УНР» Р-7527, «Дипломатична місія УНР в Парижі» Р-6275, «Делегація УНР на Мирній Конференції в Парижі» Р-7027.